# 64553 Segorbe
64553 Segorbe este un asteroid din centura principală de asteroizi.

## Descriere
64553 Segorbe este un asteroid din centura principală de asteroizi. A fost descoperit pe 24 noiembrie 2001 la Pla D'Arguines de Rafael Ferrando. Asteroidul prezintă o orbită caracterizată de o semiaxă mare de 2,35 ua, o excentricitate de 0,15 și o înclinație de 6,4° în raport cu ecliptica.